# Puccinia drabae
Puccinia drabae är en svampart som beskrevs av F. Rudolphi 1829. Puccinia drabae ingår i släktet Puccinia och familjen Pucciniaceae.   Inga underarter finns listade i Catalogue of Life.